# Hyperlopha
Hyperlopha is een geslacht van vlinders van de familie spinneruilen (Erebidae), uit de onderfamilie Calpinae.

## Soorten
- H. amicta Turner, 1903
- H. aridela Turner, 1902
- H. bigoti Berio, 1971
- H. catenata Berio, 1971
- H. compactilis Swinhoe, 1890
- H. cristifera Walker, 1863
- H. didyana Viette, 1968
- H. discontenta Walker, 1864
- H. flavipennis Holloway, 1976
- H. flexuosa Viette, 1968
- H. ralambo Viette, 1968
- H. rectefasciata (Kenrick, 1917)